# Іво Брешан
Іво Брешан (хорв. Ivo Brešan; 27 травня 1936, Водиці, Королівство Югославія — 3 січня 2017, Загреб, Хорватія) — хорватський драматург, письменник і сценарист, відомий своєю політичною сатирою та науково-фантастичною прозою («Держава Божа 2053 року» та ін.).

## Біографія
Народився 1936 року у Водиці, Королівство Югославія. Був одружений з Єлою Годлар, з якою народився син Вінко, який згодом став режисером.
Закінчив факультет славістики та філософії Загребського університету. Був директором театру «Шибеник».
Письменницький дебют Іво Брешана припав на 1955 рік. Особливу славу йому принесли театральні постановки. П'єси Іво Брешана ставилися на сценах всіх театрів та культурних центрів Хорватії.
Є лауреатом премій імені Владимира Назора (2001) та імені Ксавера Шандора Гялскі (2008)
Помер 2017 року у Загребі після тривалої хвороби.
Романи Брешана перекладені багатьма мовами, в тому числі українською.

## Написані сценарії
- Predstava Hamleta u selu Mrduša Donja (1973)
- Izbavitelj (1976)
- Таємниця Ніколи Тесли (1980)
- Обіцяна земля (1986)
- Donator (1989)
- Як почалась війна на моєму острові (1996)
- Маршал (2000)
- Libertas (2004)

## Переклади українською
- Іво Брешан. Азартні ігри з долею / пер. з хор. Ірина Маркова. — Ч. : Книги XXI, 2017. — 176 с. — ISBN 978-617-614-141-9.
- Іво Брешан. Астарот / пер. з хор. Ірина Маркова. — К. : Комора, 2017. — 472 с. — ISBN 978-617-7286-23-2.